# Lycaenesthes yukona
Lycaenesthes yukona is een vlinder uit de familie van de Lycaenidae. De wetenschappelijke naam van de soort is voor het eerst geldig gepubliceerd in 1900 door Holland.